# Démographie de Berlin
La ville et le Land de Berlin comptaient 3 520 031 habitants au 1er janvier 2016 (3 947 hab./km2) d'après les estimations basées sur le dernier recensement du 9 mai 2011 faisant état de 3 292 365 habitants.
Le registre des déclarations domiciliaires fait état quant à lui de 3 610 156 habitants en date du 1er janvier 2016 (4 048 hab./km2) et de 3 670 622 habitants au 1er janvier 2017 (4 116 hab./km2).
Au début de son histoire en 1220, Berlin était une petite île sur la Sprée de 1 200 habitants. L'immigration des huguenots français à la suite de l'Édit de Potsdam en 1685 a donné une forte impulsion à la ville, alors peuplée de 10 000 habitants. Sa superficie et sa population ont progressé jusqu'en 1747 où elle a dépassé la barre des 100 000 habitants. Le siècle suivant était celui de l'industrialisation et du boom démographique de la ville qui a dépassé le million d'habitants en 1877. L'intégration des communes limitrophes pour créer le grand Berlin en 1920 a fait de la ville pendant les années 1920 et 1930 la plus grande ville du continent européen et la troisième ville du monde après New York et Londres. Elle a connu sa plus grande population pendant la période du national-socialisme en 1942 avec 4 478 102 habitants, avant de baisser drastiquement à la fin de la Seconde Guerre mondiale à 2 807 405. La population a ensuite très légèrement augmenté de quelques dizaines de milliers d'habitants pendant la partition, avant d'accuser une légère baisse après la réunification à la fin des années 1990. La population actuelle augmente aujourd'hui très lentement. La croissance démographique était en 2010 de 5,2 ‰ surtout grâce à un solde migratoire de 4,9 ‰. Le nombre d'enfants par femme en 2012 est de 1,34. Le recensement de 2011 a néanmoins revu à la baisse les estimations précédentes des vingt dernières années. Cet écart statistique entre le recensement et les estimations a créé une forte polémique médiatique nationale et a eu des conséquences graves sur le budget de la ville de Berlin qui a depuis porté plainte.

## Démographie par arrondissement
Ce tableau présente les statistiques établies selon les déclarations domiciliaires.
|    | Arrondissement municipal   | km2    | hab./km2 (01/2017) | hab (01/2017) | Masculinité (‰ femmes, 2013) | Étrangers (‰ hab, 2013) | Âge moyen (2013) | Natalité (‰ hab, 2011) | Mortalité (‰ hab, 2011) | Fécondité (2012) | Revenu médian/ ménage (€, 2015) | Allocataire de minima sociaux (% actifs, 2011) | Maire 2016-2021 (parti)              |
| -- | -------------------------- | ------ | ------------------ | ------------- | ---------------------------- | ----------------------- | ---------------- | ---------------------- | ----------------------- | ---------------- | ------------------------------- | ---------------------------------------------- | ------------------------------------ |
| 01 | Mitte                      | 39,47  | 9 410              | 371 407       | 1 065,6                      | 290,7                   | 39,1             | 12,2                   | 7,6                     | 1,37             | 19 200                          | 28,9                                           | Stephan von Dassel (Grüne)           |
| 02 | Friedrichshain-Kreuzberg   | 20,16  | 13 954             | 281 323       | 1 038,7                      | 232,7                   | 37,5             | 13,0                   | 5,9                     | 1,12             | 20 100                          | 24,0                                           | Monika Herrmann (Grüne)              |
| 03 | Pankow                     | 103,01 | 3 858              | 397 406       | 959,2                        | 87,5                    | 40,8             | 11,9                   | 8,4                     | 1,23             | 22 200                          | 12,9                                           | Sören Benn (Die Linke)               |
| 04 | Charlottenburg-Wilmersdorf | 64,72  | 5 195              | 336 249       | 920,1                        | 210,9                   | 45,8             | 8,7                    | 10,5                    | 1,18             | 21 600                          | 15,0                                           | Reinhard Naumann (SPD)               |
| 05 | Spandau                    | 91,91  | 2 502              | 239 942       | 936,5                        | 126,8                   | 44,4             | 9,3                    | 12,2                    | 1,48             | 19 200                          | 26,0                                           | Helmut Kleebank (SPD)                |
| 06 | Steglitz-Zehlendorf        | 102,50 | 2 967              | 304 086       | 882,4                        | 121,0                   | 46,2             | 7,9                    | 11,7                    | 1,31             | 25 200                          | 10,6                                           | Cerstin Richter-Kotowski (CDU)       |
| 07 | Tempelhof-Schöneberg       | 53,09  | 6 519              | 346 108       | 940,1                        | 158,8                   | 44,1             | 8,8                    | 9,6                     | 1,27             | 23 100                          | 19,3                                           | Angelika Schöttler (SPD)             |
| 08 | Neukölln                   | 44,93  | 7 290              | 327 522       | 985,6                        | 228,4                   | 41,2             | 11,4                   | 9,7                     | 1,39             | 18 600                          | 30,7                                           | Martin Hikel (SPD)                   |
| 09 | Treptow-Köpenick           | 168,42 | 1 541              | 259 524       | 944,7                        | 45,0                    | 45,5             | 9,7                    | 10,7                    | 1,45             | 21 900                          | 14,6                                           | Oliver Igel (SPD)                    |
| 10 | Marzahn-Hellersdorf        | 61,74  | 4 244              | 262 015       | 970,8                        | 51,9                    | 43,3             | 10,2                   | 8,4                     | 1,53             | 20 400                          | 23,8                                           | Dagmar Pohle (Linke)                 |
| 11 | Lichtenberg                | 52,29  | 5 414              | 283 121       | 963,8                        | 94,8                    | 43,2             | 11,3                   | 9,9                     | 1,45             | 19 200                          | 20,9                                           | Michael Grunst (Linke)               |
| 12 | Reinickendorf              | 89,46  | 2 928              | 261 919       | 944,6                        | 128,2                   | 45,1             | 8,7                    | 11,9                    | 1,56             | 22 200                          | 22,0                                           | Frank Balzer (CDU)                   |
|    | Berlin                     | 891,85 | 4 116              | 3 670 622     | 962,9                        | 153,2                   | 42,9             | 10,3                   | 9,6                     | 1,34             | 21 000                          | 20,7                                           | Bourgmestre : Franziska Giffey (SPD) |

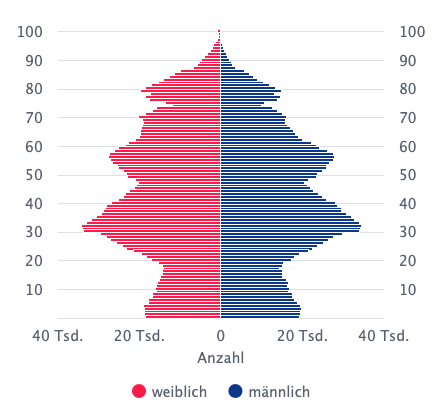
Pyramide des âges berlinoise de fin 2020. Les hommes à droite et les femmes à gauche.
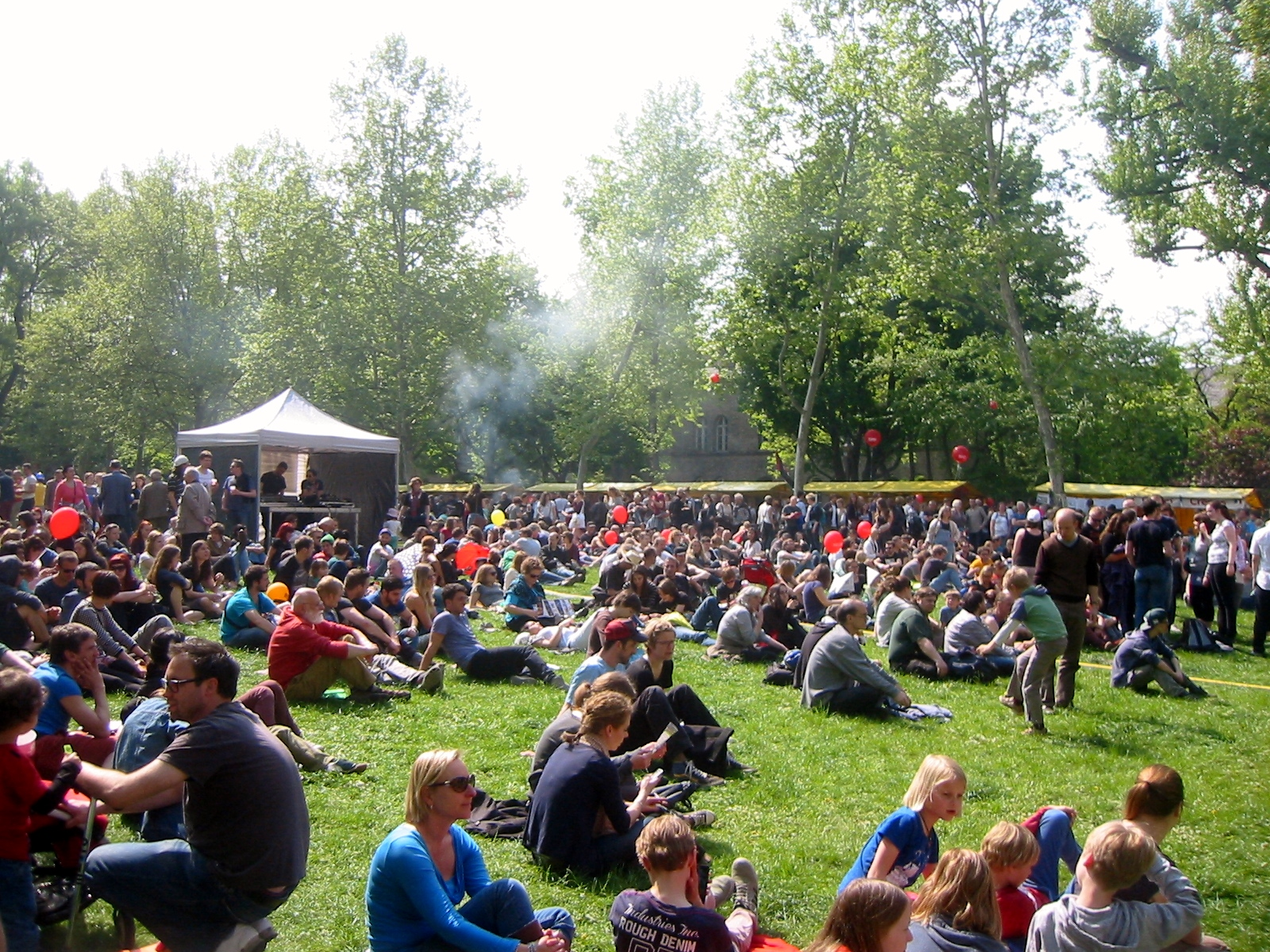
C'est dans l'arrondissement de Friedrichshain-Kreuzberg qu'il y a la plus haute densité, la plus haute natalité et la plus basse mortalité de Berlin (ici sur la Mariannenplatz pendant Myfest 2014).
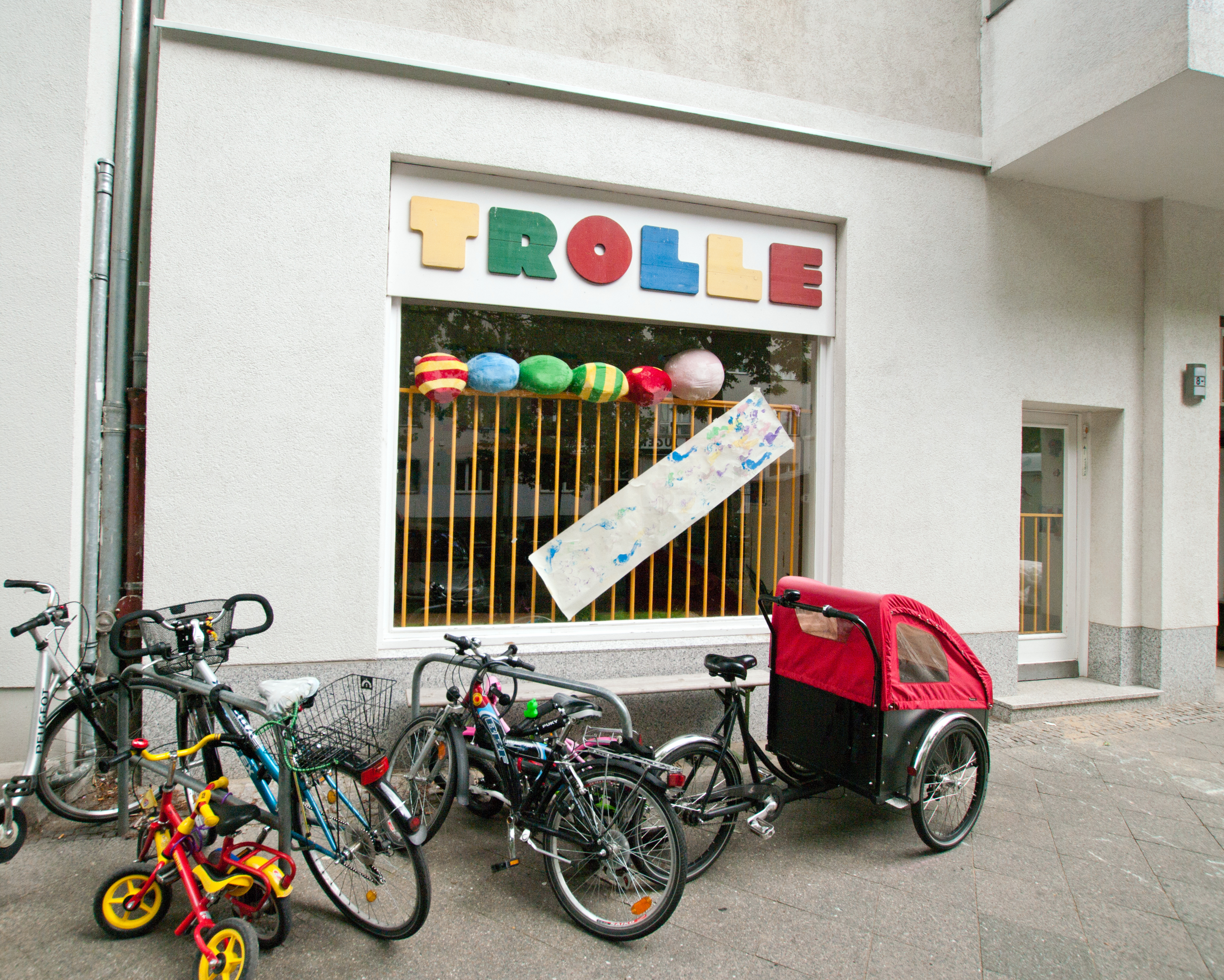
Un Kindergarten à Berlin-Wilmersdorf. Le land de Berlin a le taux de natalité le plus haut d'Allemagne en 2015[11].

## Natalité et mortalité
Ce tableau présente les statistiques établies selon les déclarations domiciliaires.
| Années | Population | Naissances | Natalité (‰ hab) | IVG    | IVG (‰ naissances) | Mortalité infantile | Mortalité infantile (‰ naissances) | Décès  | Mortalité (‰ hab) |
| ------ | ---------- | ---------- | ---------------- | ------ | ------------------ | ------------------- | ---------------------------------- | ------ | ----------------- |
| 1997   | 3 458 763  | 30 369     | 8,8              | 11 741 | 386,6              | 134                 | 4,4                                | 36 447 | 10,6              |
| 1998   | 3 425 759  | 29 612     | 8,6              | 11 396 | 384,8              | 130                 | 4,4                                | 35 224 | 10,3              |
| 1999   | 3 398 822  | 29 856     | 8,8              | 11 949 | 400,2              | 132                 | 4,4                                | 34 996 | 10,3              |
| 2000   | 3 386 667  | 29 695     | 8,8              | 11 955 | 402,6              | 109                 | 3,7                                | 33 335 | 9,8               |
| 2001   | 3 382 169  | 28 624     | 8,4              | 11 605 | 405,4              | 98                  | 3,4                                | 32 826 | 9,7               |
| 2002   | 3 388 434  | 28 801     | 8,5              | 11 344 | 393,9              | 95                  | 3,3                                | 33 492 | 9,9               |
| 2003   | 3 392 425  | 28 723     | 8,5              | 10 881 | 378,8              | 112                 | 3,9                                | 33 146 | 9,8               |
| 2004   | 3 388 477  | 29 446     | 8,7              | 10 994 | 373,3              | 114                 | 3,9                                | 31 792 | 9,4               |
| 2005   | 3 387 828  | 28 976     | 8,6              | 10 637 | 367,1              | 98                  | 3,4                                | 31 985 | 9,4               |
| 2006   | 3 395 189  | 29 627     | 8,7              | 10 024 | 338,3              | 108                 | 3,7                                | 31 523 | 9,3               |
| 2007   | 3 404 037  | 31 174     | 9,1              | 9 621  | 308,6              | 109                 | 3,5                                | 30 980 | 9,1               |
| 2008   | 3 416 255  | 31 936     | 9,3              | 9 648  | 302,1              | 108                 | 3,4                                | 31 911 | 9,3               |
| 2009   | 3 431 675  | 32 104     | 9,4              | 9 402  | 292,8              | 124                 | 3,9                                | 31 713 | 9,2               |
| 2010   | 3 442 675  | 33 393     | 9,7              | 9 503  | 284,5              | 101                 | 3,0                                | 32 234 | 9,4               |
| 2011   | 3 427 114  | 33 075     | 10,0             | 9 393  | 283,9              | 107                 | 3,2                                | 31 380 | 9,1               |
| 2012   | 3 469 621  | 34 678     | 10,3             | 9 269  | 267,3              | 87                  | 2,5                                | 32 218 | 9,3               |
| 2013   | 3 517 424  | 35 038     | 10,3             | 8 800  | 251,2              | 124                 | 3,5                                | 32 792 | 9,6               |
| 2014   | 3 562 166  | 37 368     | 10,8             | 8 643  | 231,3              | 103                 | 2,8                                | 32 314 | 9,4               |
| 2015   | 3 610 156  | 38 030     | 10,9             | 8 494  | 223,3              | 121                 | 3,2                                | 34 278 | 9,8               |

## Immigration

Population autochtone par district (2020)

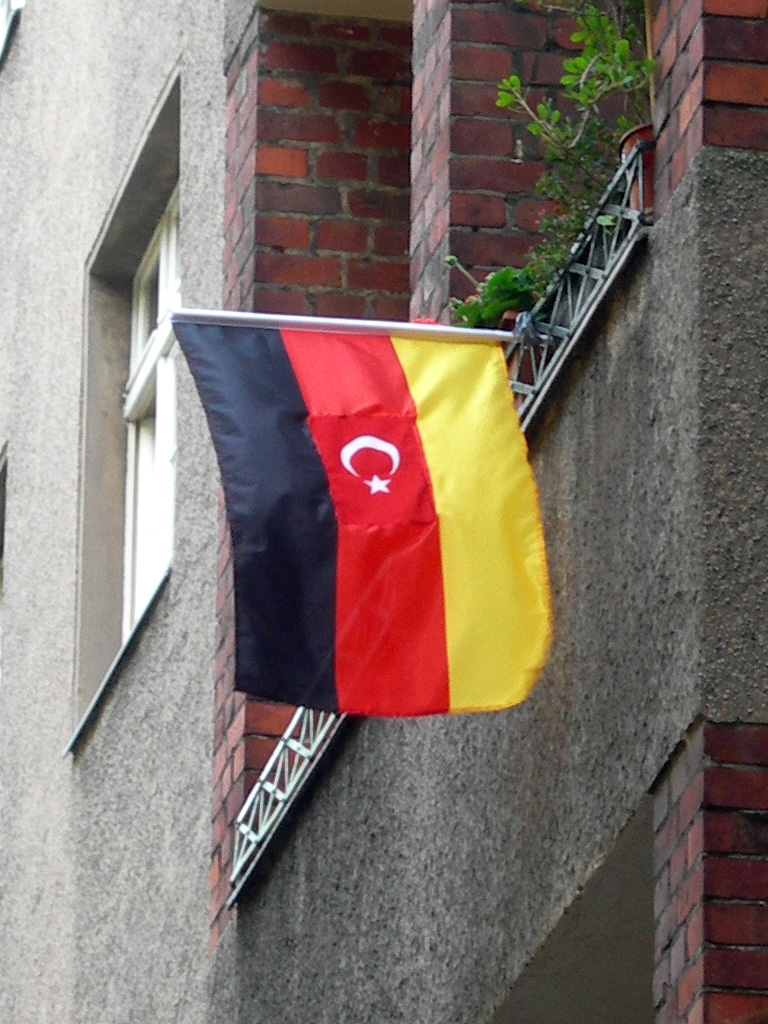
Le drapeau germano-turc à un balcon de Berlin-Neukölln pendant la Coupe du monde de football 2006.

D'après le registre des déclarations domiciliaires, 573 342 berlinois sur 3 562 166 ne possédaient pas la nationalité allemande en décembre 2014, mais celle d'une des 190 nationalités présentes à Berlin. Cela représente 16,1 % de la population. En 2013, 6 674 Berlinois dont 3 690 européens (y compris 1 600 turcs) ont acquis la nationalité allemande. D'après les résultats du recensement de 2011, il y eut cette année-là 164 577 immigrants (dont 87 573 allemands et 77 104 étrangers) et 123 253 émigrants (dont 75 339 allemands et 47 914 étrangers à Berlin. Cela représente un solde migratoire positif de 41 324 personnes (dont 29 190 allemands et 12 124 étrangers) qui constitue le principal facteur d'accroissement démographique de la capitale allemande.
Il existe également en Allemagne des statistiques sur les Allemands issus de l'immigration (Deutsche mit Migrationshintergrund), c'est-à-dire les immigrés naturalisés ou les enfants d'au moins un parent immigré depuis 1949. À ce compte, 444 257 berlinois allemands (sur 3 562 166) ont un antécédent migratoire en 2014, dont 101 198 de l'Union européenne (dont 51 017 de Pologne), 153 452 des pays islamiques (dont 74 603 de Turquie, 18 113 du Liban...), 64 624 de l'ex-Union soviétique (dont 24 256 de Russie), 19 827 de l'ex-Yougoslavie... Si l'on additionne les étrangers de Berlin et les Berlinois allemands ayant un « antécédent migratoire », on totalise 1 017 599 personnes, c'est-à-dire plus d'un quart des Berlinois (28,6 %).
Les immigrés d'origine turque représentent la plus grande population étrangère à Berlin. En prenant en compte les Turcs d'Allemagne (mit Migrationshintergrund) et les étrangers turcs, la population turque ayant sa résidence principale à Berlin totalise 173 242 personnes, c'est-à-dire 4,9 % des Berlinois. C'est la plus grande population turque au monde hors de la Turquie. Il s'agit d'une population ethnique non homogène, en reflet de la démographie de la Turquie. Il existe par exemple une minorité kurde. Ils sont présents majoritairement dans l'ouest de Berlin, là où ils avaient originellement immigré. Les arrondissements où ils sont les plus nombreux sont Neukölln (12 %), Mitte (11,4 %) et Friedrichshain-Kreuzberg (10,9 %). Dans les années 1980, le sénat de Berlin-Ouest a stoppé temporairement l'immigration dans les districts de Tiergarten, Wedding et Kreuzberg, pour mieux répartir la population étrangère (et surtout turque) dans la capitale et éviter la formation de ghetto.
C'est le président Theodor Heuss qui invita d'abord 150 jeunes Turcs à venir en formation professionnelle à Berlin en 1955. Ensuite l'État allemand signa avec la Turquie un traité d'embauche de main-d'œuvre d'immigration turque en 1961. Ce seront les fameux Gastarbeiter. Leur séjour était limité à deux ans, et l'Allemagne arrêta les embauches en 1973. Depuis l'immigration turque se fait par regroupement familial et demande d'asile. Le nombre de retours au pays a ces dernières années dépassé l'immigration, et la population globale des Berlino-turcs est en baisse. Les étrangers turcs à Berlin représentaient 120 684 habitants en 2003 et 98 659 en 2014. De même 2 745 berlino-turcs ont acquis la nationalité allemande en 2003 et 1 600 en 2013.
Quoique le nombre d'immigrés était nettement inférieur à Berlin-Est, des étudiants issus de la République démocratique du Viêt Nam sont invités par la RDA à venir y séjourner. Le flux se poursuivit après la réunification du Viêt Nam. Jusqu'en 1989, plus de 100 000 Vietnamiens sont venus en Allemagne de l'Est, et particulièrement à Berlin, pour y rester temporairement ou définitivement. Aujourd'hui ils représentent environ 23 179 personnes à Berlin (0,6 % de la population). 14 431 d'entre eux sont de nationalité vietnamienne et 8 354 sont de nationalité allemande. Ils sont restés majoritairement à l'est de Berlin, comme à Lichtenberg où ils représentent la première minorité immigrée (3 800 personnes). La religion majoritaire parmi les immigrés vietnamiens est le Bouddhisme mahāyāna.

## Religion

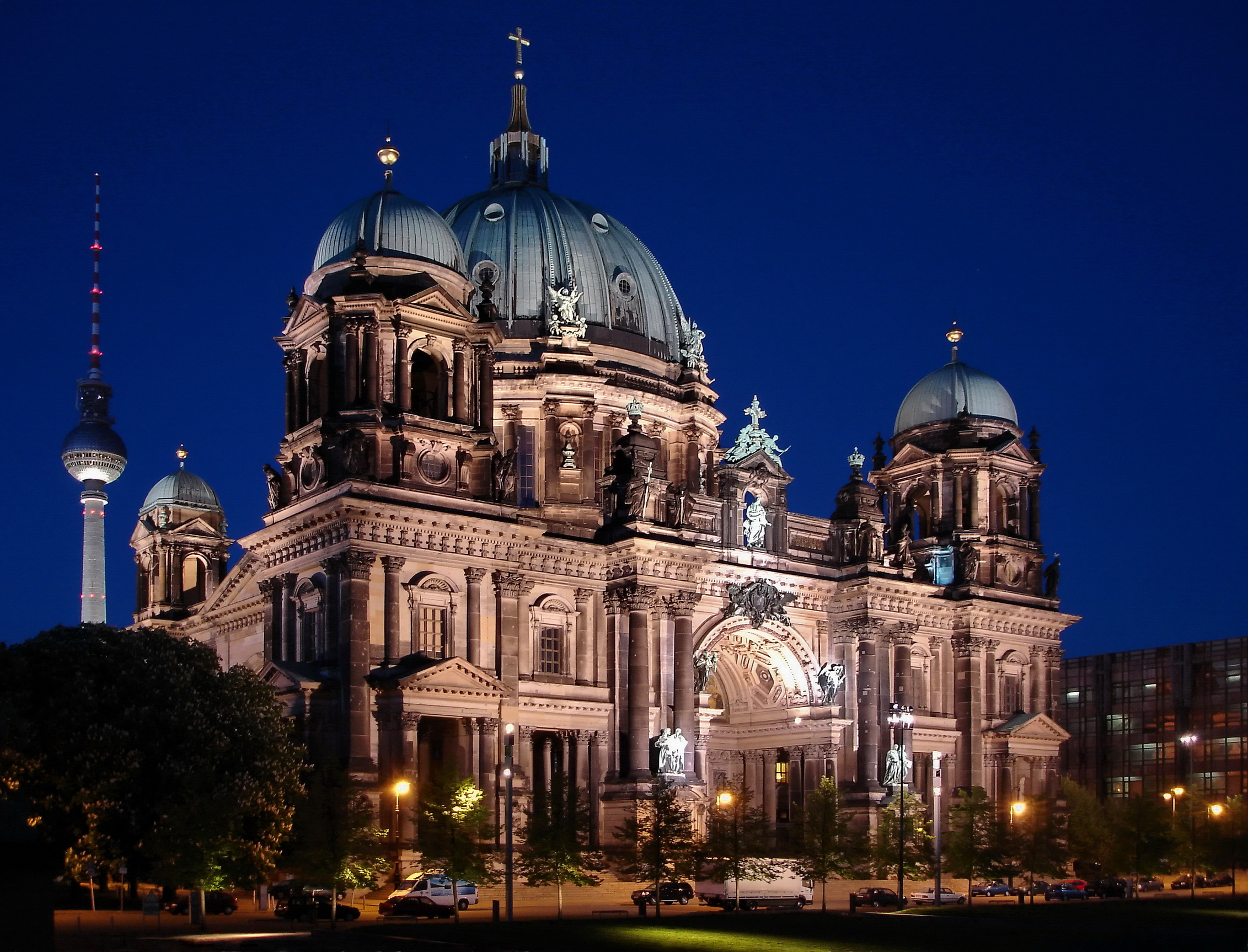
Le Berliner Dom sur l'île du Spree dans Berlin-Mitte.

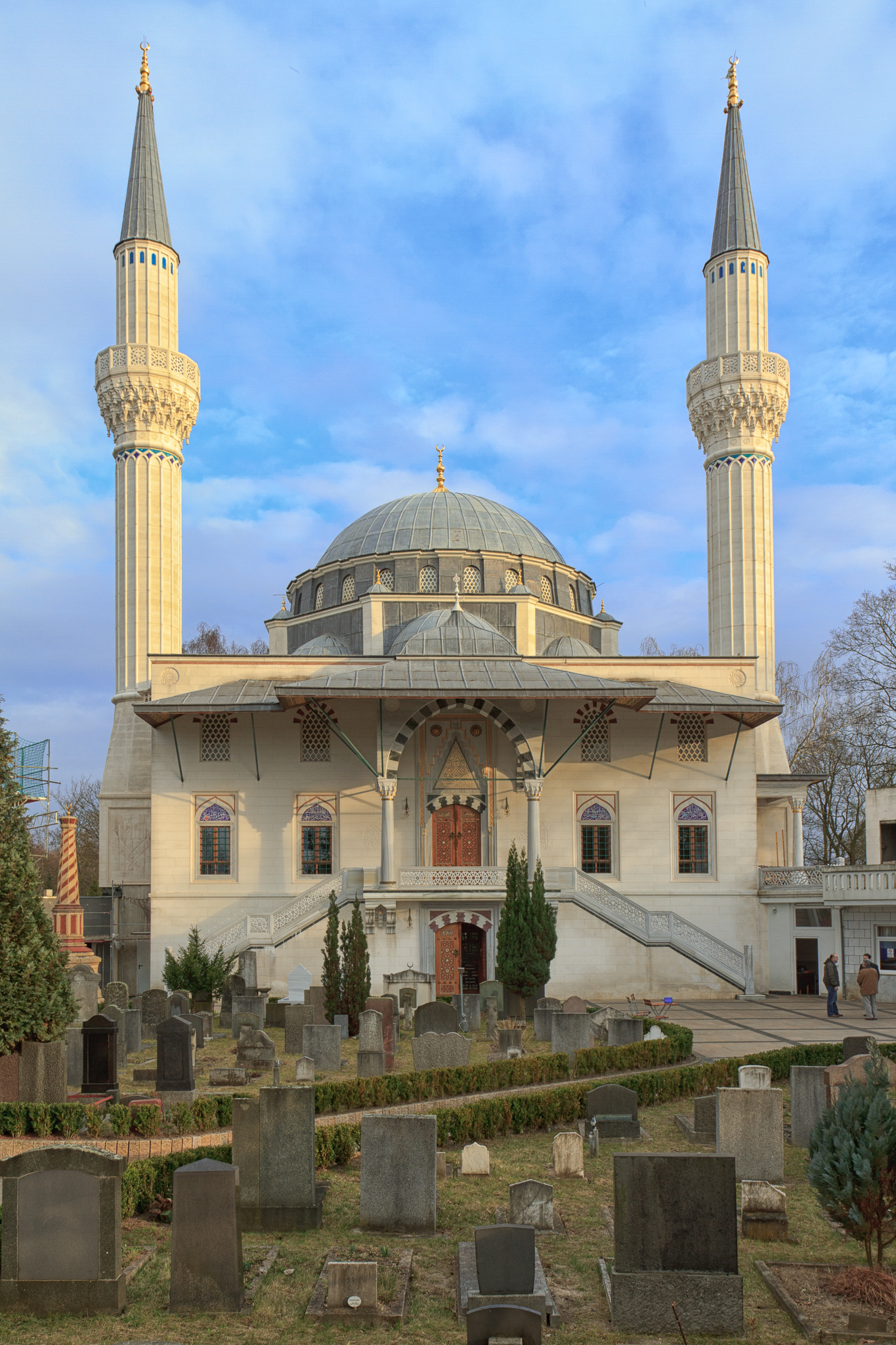
La Mosquée Şehitlik devant le cimetière turc à Berlin-Neukölln.

Les différentes confessions chrétiennes sont stables voire en déclin à Berlin depuis la réunification, mais on remarque encore des différences notables entre la partie occidentale et la partie orientale de la ville. En effet dans beaucoup des anciens quartiers de Berlin-Ouest, la communauté protestante ou catholique compte plus de 40 % de croyants, tandis qu'il y en a pas plus de 10 % dans les nouveaux quartiers issus de Berlin Est. Dans l'arrondissement de Tempelhof-Schöneberg au sud-ouest de la ville, 26,2 % sont protestants et 12,6 % catholiques. Le primat de l'Église protestante Berlin-Brandebourg-Haute Lusace silésienne est l'évêque Markus Dröge depuis 2009. Rainer Woelki est archevêque de l'Archidiocèse de Berlin depuis 2006 et cardinal depuis 2012. En 2009, les prestations annuelles du Land de Berlin était respectivement de 8 146 910 € à l'Église protestante et de 2 860 000 € à l'Église catholique.
L'Église protestante luthérienne indépendante, aujourd'hui composée de huit paroisses à Berlin, a été fondée en 1830. Berlin est également le siège allemand des évêques orthodoxies bulgares et russes. Les baptistes sont présents dans la capitale fédérale depuis le milieu du XIXe siècle, avec aujourd'hui 36 paroisses. La communauté de l'Église de Jésus-Christ des saints des derniers jours compte six paroisses. À Berlin se trouve également le siège des Témoins de Jéhovah allemand.
Le Conseil central des juifs d'Allemagne a son siège à Berlin. Son président depuis novembre 2010 est Dieter Graumann.
On compte aujourd'hui plus de onze synagogues, plusieurs temples bouddhiques et 76 mosquées dans la ville. Le nombre de musulmans augmente régulièrement depuis la réunification et représente aujourd'hui plus de 7 % de la population berlinoise.
L'Église de Scientologie est également présente à Berlin. Le déménagement de son siège de Friedenau vers celui de Charlottenburg en 2007 a occasionné des polémiques.
|      |         | Christianisme évangélique | Christianisme catholique | Islam   | Christianisme orthodoxe | Judaïsme | Autres religions | Agnosticisme Athéisme nspp | Population totale |
| ---- | ------- | ------------------------- | ------------------------ | ------- | ----------------------- | -------- | ---------------- | -------------------------- | ----------------- |
| 1994 | Membres | 954 200                   | 342 056                  | 176 851 | ?                       | 9 840    | 3 264            | 1 985 798                  | 3 472 009         |
| 1994 | %       | 27,5                      | 9,9                      | 5,1     | ?                       | 0,3      | 0,1              | 57,2                       | 100               |
| 2001 | Membres | 793 000                   | 310 000                  | 206 000 | ?                       | 11 000   | ?                | ?                          | 3 388 434         |
| 2001 | %       | 23,4                      | 9,1                      | 6,0     | ?                       | 0,3      | ?                | ?                          | 100               |
| 2003 | Membres | 756 866                   | 307 062                  | 210 645 | ?                       | 12 102   | 94 142           | 2 011 608                  | 3 492 425         |
| 2003 | %       | 22,3                      | 9,1                      | 6,2     | ?                       | 0,4      | 2,8              | 59,3                       | 100               |
| 2005 | Membres | 744 000                   | 320 000                  | 214 000 | ?                       | 12 000   | ?                | ?                          | 3 395 189         |
| 2005 | %       | 21,9                      | 9,4                      | 6,3     | ?                       | 0,35     | ?                | ?                          | 100               |
| 2009 | Membres | 665 000                   | 321 000                  | 248 000 | ?                       | 12 000   | ?                | ?                          | 3 442 675         |
| 2009 | %       | 19,3                      | 9,3                      | 7,2     | ?                       | 0,35     | ?                | ?                          | 100               |
| 2011 | Membres | 728 980                   | 315 280                  | ?       | 49 880                  | 12 930   | 116 840          | 2 045 340                  | 3 292 365         |
| 2011 | %       | 22,1                      | 9,6                      | ?       | 1,5                     | 0,4      | 3,6              | 62,6                       | 100               |

## Histoire démographique

Évolution de la population berlinoise pendant 760 ans (1250–2010) des origines jusqu'à nos jours.

### Origines insulaires: Cölln et le Vieux Berlin (1220-1700)

Évolution de la population berlinoise pendant 500 ans (1250–1750) jusqu'à ce qu'elle passe la barre des 100000 habitants.

En 1220, le vieux Berlin comptait environ 1 200 personnes habitants sur l'actuel Nikolaiviertel. Dans le village voisin de Cölln vivait approximativement le même nombre de personnes. Les deux villages étaient situés sur des îles du Spree, au cœur du centre actuel de Berlin. Jusqu'en 1300, la population des deux villages a atteint 4 000 hab (Berlin 2 600 et Cölln 1 400). Au Moyen Âge et au début de l'époque moderne, les nombreuses guerres, épidemies et famines ont empêché la croissance de la population. À partir du milieu du XVe siècle, le souverain de Brandebourg a élu résidence à Berlin. Du fait de la renommée croissante de la ville, la population atteint 12 000 hab en 1600 (9 000 selon l'annuaire des statistiques). Puis la Guerre de Trente Ans (1618-1648) fait de nouveau décliner le nombre d'habitants.
Ensuite, le prince-électeur du Brandebourg et le roi de Prusse établissent une politique d'immigration pour redresser l'économie du pays. Cette politique eut un impact pendant les 150 ans suivants sur la taille et le renouvellement de la population berlinoise. Dans un premier temps, le flux immigratoire était surtout composé de Frisons ou de Hollandais. À partir de 1660, de nombreux édits de tolérance garantissant la liberté de croyance donnent un droit d'asile à des réfugiés religieux venant de toute l'Europe. Après les expulsions du XVIe siècle, le prince-électeur Frédéric-Guillaume Ier de Brandebourg (1640–1688) permit à nouveau à des familles juives de s'installer, ce qui devait permettre de reconstruire et de refinancer le pays dévasté. 585 juifs vivaient à Berlin en 1700, et leur nombre a progressivement augmenté jusqu'à représenter 3 % de la population en 1770.
L'émigration messine à Berlin à la suite de la révocation de l'édit de Nantes a aussi eu une forte influence sur le développement économique, culturelle et démographique de la ville. Les huguenots français étaient appréciés pour leur savoir-faire entre-autres dans le textile. L'édit de Potsdam proclamé en 1685 leur conférait des privilèges particuliers dans la société berlinoise comme d'avoir leurs propres écoles, de pouvoir s'autogérer ou de bénéficier de facilitations dans leurs métiers. 15 000 huguenots ont immigré en Allemagne de 1685 à 1700, dont environ 6 000 s'établirent à Berlin. En 1698, 25 % de la population berlinoise était d'origine française. Au début du XVIIIe siècle, 1 600 Orangeois, 450 Palatins et 500 Romands vinrent s'ajouter au immigrés.
La superficie des deux villages était d'environ 70 ha en 1250, 76 ha en 1450, 83 ha en 1640 et 217 ha en 1680.
| 1220  | 1250  | 1300  | 1400   | 1450   | 1576   | 1600  | 1618    |
| ----- | ----- | ----- | ------ | ------ | ------ | ----- | ------- |
| 2 400 | 2 000 | 4 000 | 7 000, | 7 000, | 11 000 | 9 000 | 12 000, |

| 1631  | 1642  | 1648   | 1654   | 1680    | 1685   | 1688   | 1700   |
| ----- | ----- | ------ | ------ | ------- | ------ | ------ | ------ |
| 8 100 | 7 500 | 6 000, | 10 000 | 10 000, | 17 000 | 20 000 | 28 500 |

### Berlin: résidence royale et militaire (1700-1840)

Évolution de la population berlinoise pendant les 140 ans (1740-1880) qu'il lui a fallu pour passer de cent mille à un million d'habitants.

En 1710, les villages de Cölln, Friedrichswerder, Dorotheenstadt et Friedrichstadt sont intégrés dans la Königlichen Haupt - und Residenzstadt Berlin (≈ « Berlin capitale et ville de résidence royale »). La superficie de la ville fit donc plus que doubler pour atteindre 670 ha puis doubla encore une fois pour atteindre 1 350 ha en 1738. La population vivant dans puis autour la forteresse de Berlin (1658–1746).
Le premier recensement de la ville a lieu en 1709 et ne calcule non pas les résidents mais la « population totale présente », ce qui inclut la garnison 55 196 habitants dont 5 145 soldats (19,71 %) sont recensés. La proportion de soldats dans la ville sera d'environ 20 % jusqu'à la réforme de 1807-1814, après quoi elle baissera progressivement (6,08 % en 1813, 5,54 % en 1850, 2,02 % en 1875, 3,72 % en 1864 et 1,24 % en 1890). Pendant les guerres, la garnison quittait partiellement ou complètement la capitale, ce qui causait des variations importantes de population (1756–1762 : Guerre de Sept Ans, 1778 : Guerre de Succession de Bavière et 1805–1810 : Guerres napoléoniennes).
En 1840, Berlin fait un élargissement de Dorotheenstadt et Friedrichstadt, et incorpore Luisenstadt intérieure, Stralauer Vorstadt intérieur, Spandauer Vorstadt et le Königsstadt intérieur.
| 1709   | 1721   | 1730   | 1740   | 1747    | 1751    | 1755    | 1763    | 1772    |
| ------ | ------ | ------ | ------ | ------- | ------- | ------- | ------- | ------- |
| 55 196 | 65 300 | 72 387 | 81 100 | 107 224 | 116 483 | 126 661 | 119 219 | 133 126 |

| 1781    | 1792    | 1801    | 1810    | 1819    | 1825    | 1831    | 1834    | 1837    |
| ------- | ------- | ------- | ------- | ------- | ------- | ------- | ------- | ------- |
| 142 375 | 157 121 | 172 988 | 162 971 | 201 138 | 219 968 | 248 682 | 265 122 | 283 722 |

### Industrialisation et boom démographique (1840-1919)

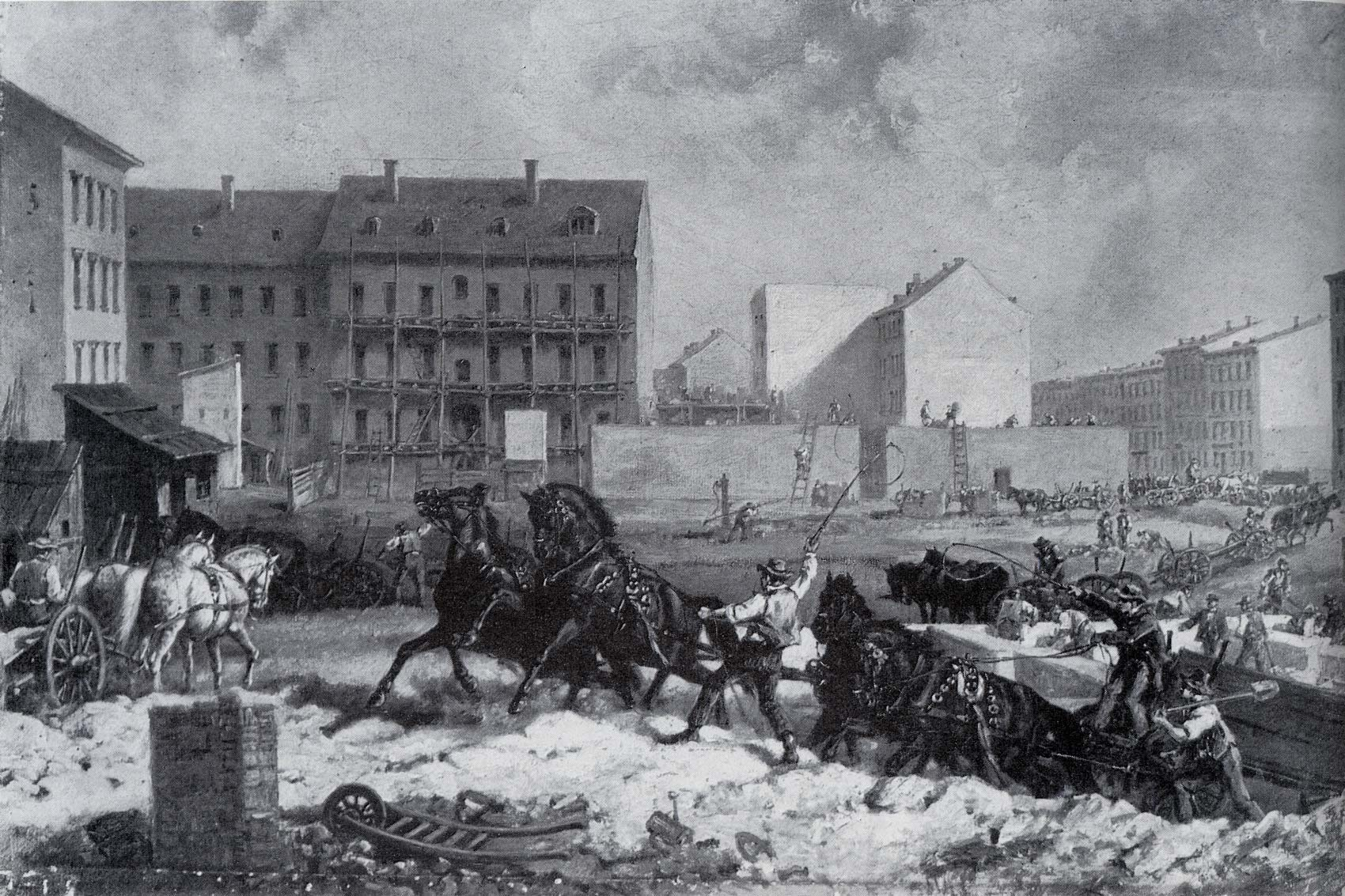
Construction de Mietskasernen dans la Grenadierstraße (aujourd'hui Almstadtstraße) au sud de Rosa-Luxemburg-Platz, Berlin-Mitte (tableau de Friedrich Kaiser).

L'industrialisation du XIXe siècle a été accompagné d'un essor démographique important sur un territoire de plus en plus étendu. La superficie de la ville est passée de 1 400 ha à 3 510 ha en 1841 en intégrant Friedrich-Wilhelm-Stadt, Oranienburger Vorstadt, Rosenthaler Vorstadt (situé dans le quartier actuel de Berlin-Mitte) ainsi que Friedrichsvorstadt au sud du Tiergarten, la Luisenstadt extérieure, le Stralauer Vorstadt extérieur et la Königsstadt extérieure. Ceci explique en partie un bond démographique de 85 874 habitants de 1840 à 1846.
D'autres élargissement ont eu lieu 20 ans plus tard, en 1861 : Les quartiers historiques de Tempelhofer Vorstadt, Schöneberger Vorstadt, la Dorotheenstadt extérieure, Wedding, Gesundbrunnen et Moabit font désormais partie de Berlin. La population totale de la ville fait un bond de 169 100 personnes entre les recensements de 1858 et 1864. La ville s'étend alors sur 5 920 ha. Elle fera 6 326 ha en 1881 avec l'intégration de Zentralviehhof (aujourd'hui dans Prenzlauer Berg) et Großer Tiergarten. Elle fera 6 572 ha en 1915 avec l'intégration d'une partie de Jungfernheide (aujourd'hui dans Charlottenbourg-Nord).
En 1871, Berlin est devenue la capitale du Reich allemand et comptait déjà 825 milliers d'habitants. La population n'a pas cessé d'augmenter jusqu'à la Première Guerre mondiale. La plupart des immigrants étaient des agriculteurs provenant des provinces orientales de la Prusse. Ces groupes montraient une forte natalité due à l'amélioration de leur qualité de vie depuis leur installation en ville. La ville a alors construit des immeubles en nombre qu'on appelait des cités-casernes (Mietskaserne) pour loger le nouveau prolétariat urbain. Ces Mietskasernen étaient construites en ensembles rectangulaires ou carrés, encerclant ce qui avait été une arrière-cour pour en faire une cour intérieure. De grandes usines sont également construites dans les villages industriels de Siemensstadt ou de Borsigwalde dont la population augmenta rapidement. En 1877, Berlin passe la barre du million d'habitants.
Au recensement de 1895, on compta 1 678 924 habitants. 23 000 d'entre eux (1,35 %) déclarent avoir une autre langue comme langue maternelle et 5 000 d'avoir l'allemand et une langue étrangère comme langues maternelles. 12 000 d'entre eux parlent polonais, 700 le russe et presque 2 000 une autre langue slave. 27.000 Berlinois (1,6 %) sont étrangers, dont 13 000 venus d'Autriche-Hongrie et 4 000 de Russie. L'agglomération berlinoise comptait alors 3,7 millions d'habitants ce qui était presque autant que Paris.
On a recensé 1 681 916 habitants le 5 décembre 1917, dont 58 152 soldats et 4 017 prisonniers de guerre. Cela représente une baisse de près de 400 000 habitants (19 %) depuis le début de la Guerre mondiale en 1913 (2 079 156 hab).
| 1841    | 1847    | 1850    | 1853    | 1856    |
| ------- | ------- | ------- | ------- | ------- |
| 322 626 | 408 500 | 418 733 | 426 600 | 442 500 |

| 1859    | 1865    | 1868    | 1872    | 1876    |
| ------- | ------- | ------- | ------- | ------- |
| 463 600 | 632 700 | 702 400 | 826 341 | 969 050 |

| 1881      | 1886      | 1891      | 1896      | 1901      |
| --------- | --------- | --------- | --------- | --------- |
| 1 122 330 | 1 315 287 | 1 578 794 | 1 678 924 | 1 888 848 |

| 1906      | 1911      | 1917      | 1918      | 1919      |
| --------- | --------- | --------- | --------- | --------- |
| 2 042 402 | 2 071 257 | 1 712 679 | 1 681 916 | 1 902 509 |

### Grand Berlin (1919-1945)

Évolution de la population berlinoise pendant les dernières 130 années (1880-2010). La croissance « administrative » de 1920 et la chute spectaculaire de la fin de la guerre.

En 1920 Berlin devient le Grand Berlin, qui fait treize fois sa taille. La superficie de la ville passe ainsi de 6 693 ha (67 km2) à 87 810 ha (878 km2), qui est à peu de chose près la même qu'actuellement : 89 185 (892 km2) depuis 2005. 81 117 ha et 1,9 million d'habitants de la province de Brandebourg deviennent donc berlinois, ce qui représentait 2 % de la superficie mais 44 % de la population brandebourgeoise. Berlin fait depuis lors une superficie équivalente à celle de l'île de Rügen (926,4 km2) sur la Mer Baltique. Cette décision administrative faisait de Berlin la deuxième ville la plus étendue au monde après Los Angeles et la troisième ville la plus peuplée après New York et Londres.
Les communes de plus de 10 000 habitans intégrées au Grand Berlin sont (population d'après le recensement du 8 octobre 1919) : Berlin-Charlottenburg (322 766), Berlin-Neukölln (262 127), Berlin-Schöneberg (175 092), Berlin-Lichtenberg (144 643), Berlin-Wilmersdorf (139 406), Berlin-Spandau (95 474), Berlin-Steglitz (83 366), Berlin-Pankow (57 923), Berlin-Lichterfelde (47 213), Berlin-Weißensee (45 037), Berlin-Friedenau (43 833), Berlin-Reinickendorf (41 263), Berlin-Tempelhof (34 363), Berlin-Cöpenick (32 583), Berlin-Alt-Treptow (30 701), Berlin-Oberschöneweide (25 612), Berlin-Friedrichsfelde (24 399), Berlin-Mariendorf (20 699), Berlin-Tegel (20 590), Berlin-Zehlendorf (20 557), Berlin-Niederschönhausen (18 906), Berlin-Friedrichshagen (14 844), Berlin-Britz (13 477), Berlin-Adlershof (12 655), Berlin-Lankwitz (12 397), Berlin-Schmargendorf (11 583) et Berlin-Wittenau (10 190).
Les estimations de population pendant la Seconde Guerre mondiale sont sujettes à caution. Elles sont de 4 330 640 en décembre 1939, 4 330 810 en décembre 1940, 4 383 882 en décembre 1941, 4 478 102 en décembre 1942 (pic record de population jusqu'à aujourd'hui), 4 430 204 en décembre 1943 et 4 361 398 en décembre 1944. Un autre statistique qui se base sur les distributions de nourriture donnent d'autres chiffres : 4 206 600 en février 1940, 3 942 200 en février 1941, 3 946 500 en février 1942, 4 111 700 en février 1943 (dont 223 500 étrangers) et 3 109 500 en février 1944 (dont 176 500 étrangers).
En 1943, les Allemands ont décidé d'évacuer les « gens non essentiels » de Berlin. En 1944, 1,2 million de personnes (dont 790 000 femmes et enfants), environ un quart de la population de la ville, sont évacués dans les zones rurales (à l'image de Londres pendant la bataille d'Angleterre). Néanmoins la pénurie croissante de main-d'œuvre et le prolongement de la guerre feront que le travail des femmes sera essentiel pour garder les industries de guerre de Berlin, de ce fait l'évacuation de toutes les femmes avec des enfants ne sera pas rendu possible. À la fin 1944, la population de la ville a commencé à croître en raison des réfugiés fuyant l'avance de l'Armée rouge à l'est. Les Ostvertriebene (réfugiés de l'Est) se voient officiellement refusés la permission de rester à Berlin pour plus de deux jours et sont logés dans des camps près de la ville avant d'être déplacés à l'ouest ; il est estimé que moins de 50 000 d'entre eux aient réussi à rester à Berlin. En janvier 1945, la population est d'environ 2,9 millions d'habitants, bien que les exigences de l'armée allemande sont telles que seuls 100 000 d'entre eux sont des hommes âgés de 18 à 30 ans. 100 000 autres sont des travailleurs forcés français (Fremdarbeiter) ou russes (Ostarbeiter).
Le recensement du 12 août 1945 établira une chute de population de 1 531 351 personnes par rapport à 1939, soit 35,3 %. Dans le recensement de 1946, on comptait seulement 436 600 habitants sur 3 170 832 (14 %) qui avaient vécu à Berlin avant la guerre.
| 1921      | 1925      | 1931      | 1933      | 1936      | 1939      | 1945      |
| --------- | --------- | --------- | --------- | --------- | --------- | --------- |
| 3 879 409 | 4 024 286 | 4 332 834 | 4 242 501 | 4 226 584 | 4 338 756 | 2 807 405 |

### Partition de Berlin (1946-1989)

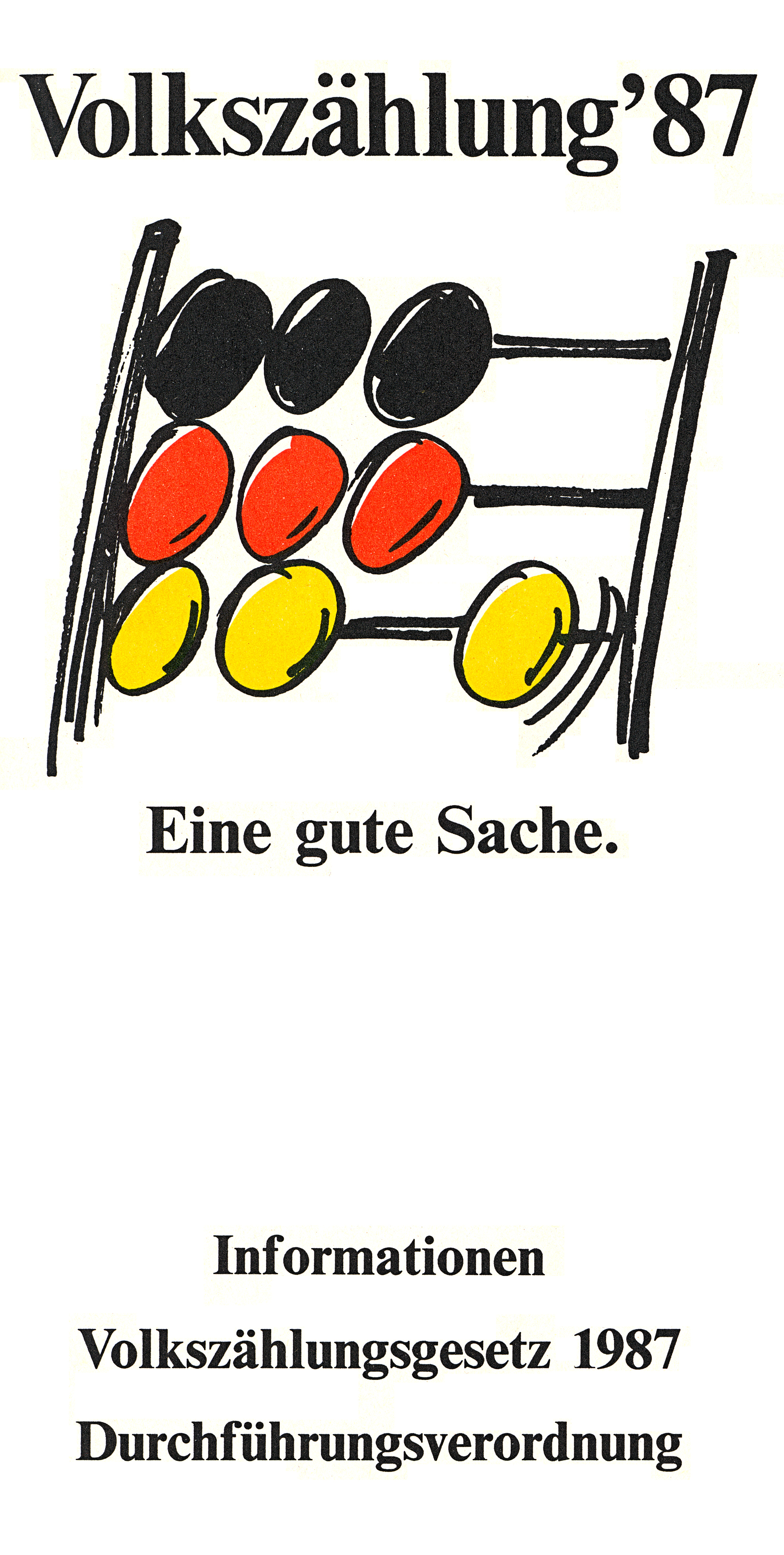
Brochure d'informations pour le recensement Ouest-Allemand de 1987. Le recensement, prévu au départ pour 1983, fut repoussé du fait de protestations et de boycott pour le Respect de la vie privée.

Après la fin de la guerre, Berlin occupé par les forces alliées a commencé à se repeupler. La différence de 528 621 habitants entre le recensement du 12 août de « l'année zéro » 1945 qui compte 2 807 405 hab et celui de 1950 (31 août à l'Est et 13 septembre à l'Ouest) qui compte 3 336 026 hab en font foi. Ensuite, la perte démographique des années 1950 est à mettre sur le compte de l'exode d'Est-Berlinois vers l'ouest, qui traduisait leur insatisfaction, surtout après l'insurrection du 17 juin 1953. Le Mur de Berlin érigé en août 1961 endigua un exode qui avait fait perdre à Berlin-Est 11,3 % de sa population en onze ans.
Les recensements eurent lieu à différentes dates des deux côtés du Mur. Le 31 décembre 1964, le 31 décembre 1970 et le 31 décembre 1981 à Berlin-Est et le 25 septembre 1956, 6 juin 1961, 27 mai 1970 et 25 mai 1987 à Berlin-Ouest.
Le recensement Ouest-Berlinois de 1987 a d'ailleurs indiqué que les estimations des années antérieures étaient sous-évaluées.
Avec les estimations de décembre 1989 comparé aux chiffres de 1950, on constate une croissance démographique bien plus nette à l'Est (7,6 %) qu'à l'Ouest où elle est négative (-1 %).
Après la guerre et le décès de nombreux hommes berlinois, le taux de masculinité en 1950 était tombé à 739 hommes pour mille femmes. Il était en 1961 toujours à 739, en 1970 de 781, en 1981 de 843 et en 1989 de 900 hommes pour mille femmes.
| Année | Berlin     | Berlin        | Berlin-Ouest | Berlin-Ouest  | Berlin-Est | Berlin-Est    |
| Année | Population | % hab en 1950 | Population   | % hab en 1950 | Population | % hab en 1950 |
| ----- | ---------- | ------------- | ------------ | ------------- | ---------- | ------------- |
| 1946  | 3 170 832  | 95,05         | 1.996.250    | 92,98         | 1.174.582  | 98,78         |
| 1950  | 3 336 026  | 100,00        | 2 146 952    | 100,00        | 1 189 074  | 100,00        |
| 1956  | 3 345 650  | 100,29        | 2 223 777    | 103,58        | 1 121 873  | 94,35         |
| 1961  | 3 252 691  | 97,50         | 2 197 408    | 102,35        | 1.055.283  | 88,75         |
| 1964  | 3 270 959  | 98,05         | 2 200 228    | 102,48        | 1 070 731  | 90,05         |
| 1970  | 3 208 720  | 96,18         | 2 122 346    | 98,85         | 1 086 374  | 91,36         |
| 1975  | 3 083 011  | 92,41         | 1 984 837    | 92,45         | 1 098 174  | 92,36         |
| 1981  | 3 050 974  | 91,39         | 1 888 669    | 87,97         | 1 162 305  | 97,75         |
| 1985  | 3 075 670  | 92,19         | 1 860 084    | 86,64         | 1 215 586  | 102,23        |
| 1987  | 3 273 630  | 98,13         | 2 012 709    | 93,75         | 1 260 921  | 106,04        |
| 1989  | 3 409 737  | 102,21        | 2 130 525    | 99,23         | 1 279 212  | 107,58        |

### Réunification (1991-2010)

L'évolution de la population berlinoise pendant 20 ans (1990-2015) de la réunification à aujourd'hui, compte tenu du recensement de 2011 qui a revu les estimations à la baisse.

Après la chute du mur de Berlin le 10 novembre 1989, le solde naturel global de Berlin était très négatif, alors que la ville a continué à accueillir plus de personnes qu'elle n'en a perdu jusque fin 1995. La population a décru pendant toute la fin des années 1990, avant de stagner au début des années 2000. Le nombre d'enfants par femme était de 1,10 en 1991, 1,06 en 1995, 1,18 en 2000 et de 1,19 en 2005. L'espérance de vie à la naissance était quant à elle de 78,17 ans pour les femmes et de 71,57 ans pour les hommes en 1993. Huit ans plus tard, en 2001, elle avait progressé un peu moins vite pour les femmes (81,06 ans ; + 2,89) que pour les hommes (75,23 ans ; + 3,66). En 2009, une femme peut espérer vivre 82,35 ans et un homme 77,38. L'accroissement démographique de la capitale allemande a recommencé en 2005 et s'est confirmé depuis. Il n'y eut cependant pendant cette vingtaine d'années que des estimations et aucun vrai recensement.
| Année | Population (début d'année) | Naissance | Décès  | Solde naturel | Immigration | Émigration | Solde migratoire | Accroissement démographique | Population (fin d'année) |
| ----- | -------------------------- | --------- | ------ | ------------- | ----------- | ---------- | ---------------- | --------------------------- | ------------------------ |
| 1991  | 3 433 695                  | 30 562    | 43 654 | – 13 092      | 108 214     | 82 786     | 25 428           | 12 336                      | 3 446 031                |
| 1992  | 3 446 031                  | 29 667    | 42 004 | – 12 337      | 121 848     | 89 794     | 32 054           | 19 717                      | 3 465 748                |
| 1993  | 3 465 748                  | 28 724    | 41 273 | – 12 549      | 122 283     | 100 090    | 22 193           | 9 644                       | 3 475 392                |
| 1994  | 3 475 392                  | 28 503    | 40 738 | – 12 235      | 117 598     | 108 746    | 8 852            | – 3 383                     | 3 472 009                |
| 1995  | 3 472 009                  | 28 648    | 39 245 | – 10 597      | 123 336     | 113 330    | 10 006           | – 591                       | 3 471 418                |
| 1996  | 3 471 418                  | 29 905    | 38 099 | – 8 194       | 117 365     | 121 826    | – 4 461          | – 12 655                    | 3 458 763                |
| 1997  | 3 458 763                  | 30 369    | 36 447 | – 6 078       | 112 609     | 139 535    | – 26 926         | – 33 004                    | 3 425 759                |
| 1998  | 3 425 759                  | 29 612    | 35 224 | – 5 612       | 118 308     | 139 633    | – 21 325         | – 26 937                    | 3 398 822                |
| 1999  | 3 398 822                  | 29 856    | 34 996 | – 5 140       | 122 449     | 129 464    | – 7 015          | – 12 155                    | 3 386 667                |
| 2000  | 3 386 667                  | 29 695    | 33 335 | – 3 640       | 123 154     | 124 012    | – 858            | – 4 498                     | 3 382 169                |
| 2001  | 3 382 169                  | 28 624    | 32 826 | – 4 202       | 125 324     | 114 857    | 10 467           | 6 265                       | 3 388 434                |
| 2002  | 3 388 434                  | 28 801    | 33 492 | – 4 691       | 123 066     | 114 381    | 8 685            | 3 991                       | 3 392 425                |
| 2003  | 3 392 425                  | 28 723    | 33 146 | – 4 423       | 116 141     | 115 664    | 477              | – 3 948                     | 3 388 477                |
| 2004  | 3 388 477                  | 29 446    | 31 792 | – 2 346       | 115 267     | 113 581    | 1 686            | – 649                       | 3 387 828                |
| 2005  | 3 387 828                  | 28 976    | 31 985 | – 3 009       | 117 082     | 106 881    | 10 201           | 7 361                       | 3 395 189                |
| 2006  | 3 395 189                  | 29 627    | 31 523 | – 1 896       | 118 893     | 108 214    | 10 679           | 8 848                       | 3 404 037                |
| 2007  | 3 404 037                  | 31 174    | 30 980 | 194           | 126 947     | 114 951    | 11 996           | 12 218                      | 3 416 255                |
| 2008  | 3 416 255                  | 31 936    | 31 911 | 25            | 132 644     | 117 334    | 15 310           | 15 420                      | 3 431 675                |
| 2009  | 3 431 675                  | 32 104    | 31 713 | 391           | 143 852     | 133 335    | 10 517           | 11 000                      | 3 442 675                |
| 2010  | 3 442 675                  | 33 393    | 32 234 | 1 159         | 147 769     | 130 951    | 16 818           | 18 050                      | 3 460 725                |

### Depuis le recensement de 2011
La fiabilité des estimations statistiques des vingt dernières années sont remises en cause par le recensement fédéral du 9 mai 2011, dont les résultats publiés en 2013 indiquent 179 391 habitants (5,2 %) de moins. Les nouveaux chiffres signifient selon les statisticiens « une correction statistique de niveau, qui ne remet pas en cause l'évolution démographique marquée par une augmentation nette de population ».
Le recensement indique un quart moins de 3-15 ans que prévu et 67,8 % de plus de 65-75 ans. C'est surtout le nombre d'étrangers qui auraient été surestimés de 106 000 personnes,
Les chiffres du recensement ont fait polémique puisque de nombreuses mesures en dépendent. La ville de Berlin doit rembourser 940 millions d'euros qu'il a reçu en trop du Länderfinanzausgleich (voir Administration fédérale (Allemagne)) pour 2011 et 2012. Le montant du budget dépend en effet du nombre d'habitants. La ville de Berlin et de Hambourg ont fait appel des résultats du recensement auprès de la justice,. Une nouvelle loi sur les statistiques démographiques a été passée le 20 avril 2013 et mise en application le 1er janvier 2014
Le registre des déclarations domiciliaires peut présenter des « écarts avec le recensement de 2011 ou les projections basées sur celui-ci. Ils sont dus à des erreurs dans les déclarations. Les sous-estimations ou surestimations qui en résultent dans le registre ne peuvent pas être identifiées et/ou corrigées. »
| Date (1er du mois) | Population (Registre des déclarations domiciliaires) | Population (estimations basées sur le recensement) |
| ------------------ | ---------------------------------------------------- | -------------------------------------------------- |
| juin 2011          | 3 404 482                                            | 3 292 365                                          |
| janvier 2012       | 3 427 114                                            | 3 326 002                                          |
| juillet 2012       | 3 442 001                                            | 3 452 108                                          |
| janvier 2013       | 3 469 621                                            | 3 375 222                                          |
| juillet 2013       | 3 489 422                                            | 3 394 130                                          |
| janvier 2014       | 3 517 424                                            | 3 421 829                                          |
| juillet 2014       | 3 530 999                                            | 3 440 991                                          |
| janvier 2015       | 3 562 166                                            | 3 469 849                                          |
| juillet 2015       | 3 576 190                                            | 3 484 995                                          |
| janvier 2016       | 3 610 156                                            | 3 520 031                                          |
| juillet 2016       | 3 652 957                                            |                                                    |
| janvier 2017       | 3 670 622                                            |                                                    |